# Zoltán Verrasztó
Dans le nom hongrois Verrasztó Zoltán, le nom de famille précède le prénom, mais cet article utilise l’ordre habituel en français Zoltán Verrasztó, où le prénom précède le nom.
Zoltán Verrasztó, né le 15 mars 1956 à Budapest, est un nageur hongrois, pratiquant les disciplines du dos et du 4 nages. Il compte à son palmarès deux médailles olympiques et un titre mondial. Il est le père et l'entraîneur des nageurs Evelyn et Dávid Verrasztó.

## Carrière
Zoltán Verrasztó participe à trois éditions des Jeux olympiques en 1972 à Munich, 1976 à Montréal et 1980 à Moscou. Il se classe à trois reprises en finale du 200 mètres dos. 7e à Munich puis huitième quatre ans plus tard, il obtient la médaille d'argent à Moscou. Lors de ces Jeux de 1980, il remporte également le bronze en 400 mètres quatre nages et se classe sixième au titre du relais 4 × 100 mètres quatre nages.

## Palmarès

### Jeux olympiques
- Jeux olympiques 1980 à Moscou (URSS) :
  -  Médaille d'argent du 200 mètres dos.
  -  Médaille de bronze du 400 mètres quatre nages.

### Championnats du monde

#### En grand bassin
- Championnats du monde 1973 à Belgrade (Yougoslavie) :
  -  Médaille d'argent du 200 mètres dos.

- Championnats du monde 1975 à Cali (Colombie) :
  -  Médaille d'or du 200 mètres dos.

- Championnats du monde 1978 à Berlin (Allemagne de l'Ouest) :
  -  Médaille de bronze du 200 mètres dos.

### Championnats d'Europe

#### En grand bassin
- Championnats d'Europe 1974 à Vienne (Autriche) :
  -  Médaille d'argent du 200 mètres dos.
  -  Médaille de bronze du 100 mètres dos.

- Championnats d'Europe 1977 à Jönköping (Suède) :
  -  Médaille d'or du 200 mètres dos.
  -  Médaille d'argent du 100 mètres dos.